# Пар — жидкость — кристалл

Рисунок 1: Схема роста кремниевых нановискеров в результате газофазной реакции SiCl_{4} и H_{2}. Реакция катализируется каплями расплава золото-кремний, под которыми происходит рост вискера.

Пар — жи́дкость — криста́лл или ПЖК (в английской литературе — vapor–liquid–solid — VLS)) — механизм роста одномерных структур, таких как нановискеры в процессе химического осаждения из газовой фазы. Рост кристалла вследствие осаждения из газовой фазы обычно протекает очень медленно. Однако возможно введение на поверхность капель катализатора, способного адсорбировать вещество из газа до состояния пересыщенного расплава, из которого и будет происходить его кристаллизация на подложку. Таким образом, физические параметры нановискеров могут управляться размером и свойствами жидкого сплава, из которого состоят капли.

## Историческая справка

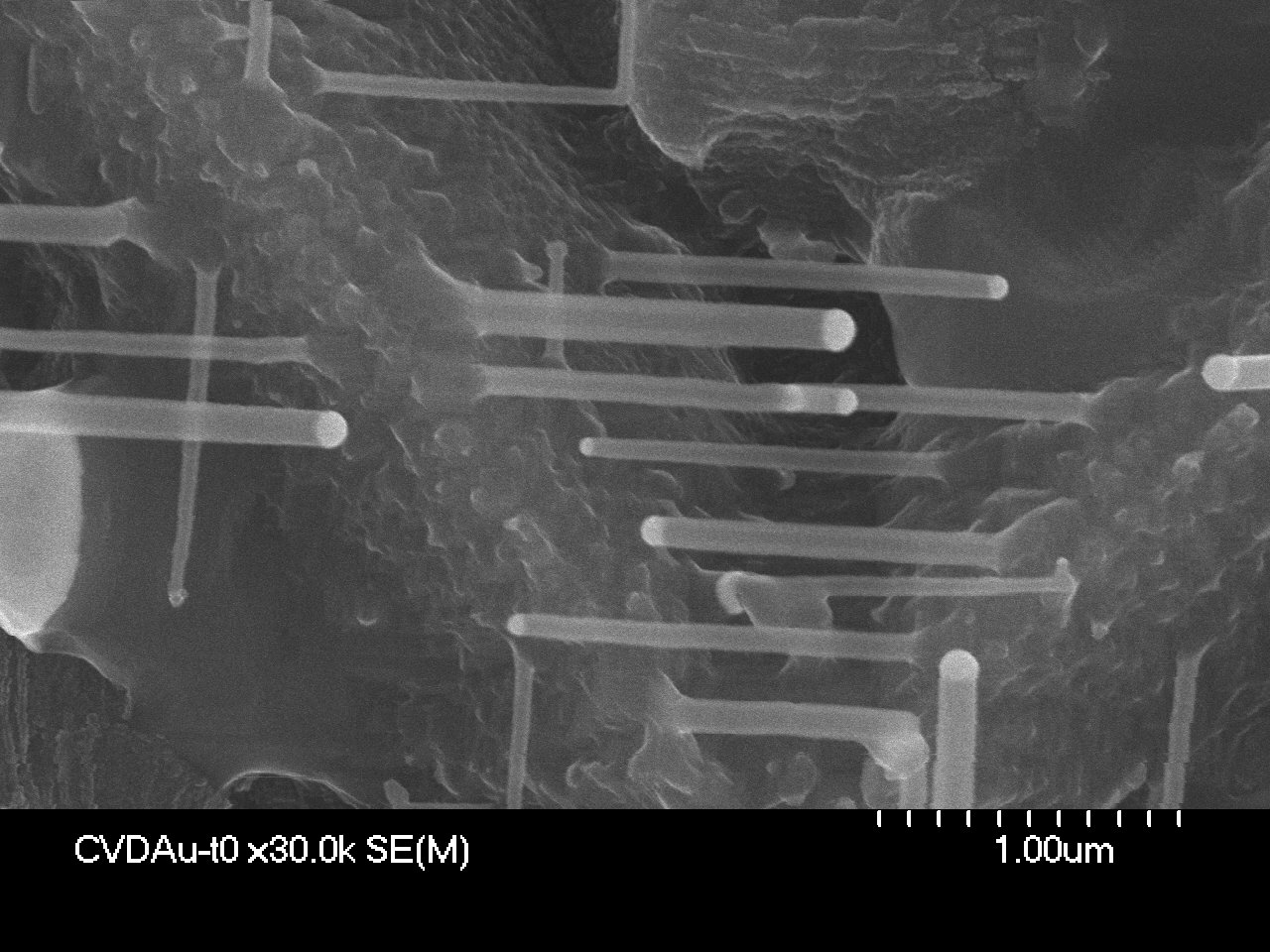
Рисунок 2: Кремниевые нановискеры, выращенные в процессе CVD с использованием золота в качестве катализатора

Механизм ПЖК был предложен в 1964 году для объяснения роста кремниевых нановискеров в процессе химического осаждения из газовой фазы в присутствии на подложке жидких капель золота.
Объяснение было мотивировано отсутствием в вискерах осевых винтовых дислокаций (которые могли бы выступить в качестве механизма роста), необходимостью наличия золотой капли и присутствием капель на кончике вискеров в течение всего процесса роста.

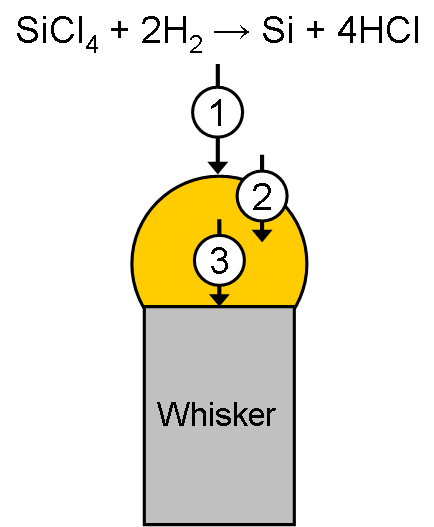
Рисунок 3:
Схематичная иллюстрация роста нановискеров в присутствии расплава металла, показывающая путь материала из исходного газового состояния, через каплю к границе раздела, на которой происходит рост.

## Введение
В механизме ПЖК обычно выделяются следующие стадии:
- Подготовка капель жидкого сплава, под которыми будет происходить рост.
- Введение осаждаемого вещества в газообразном виде, его адсорбция поверхностью капли и диффузия вглубь
- Пересыщение капли приводит к кристаллизации вещества на границе раздела жидкость/кристалл.

## Экспериментальная технология
Процесс ПЖК состоит из следующих этапов:
1. Тонкая плёнка (~1-10 нм) Au осаждается на кремниевую (Si) подложку методом распыления или термовакуумным испарением.
2. Подложка нагревается до температур более высоких, чем точка плавления эвтектики Au-Si, что создаёт на поверхности подложки капли сплава Au-Si (чем толще плёнка Au, тем больше размер капель). Сплав Au с Si обладает значительно меньшей температурой плавления по сравнению с компонентами сплава. Температура плавления сплава Au:Si достигает минимума (~363 °C), когда соотношение компонентов равно 4:1 Au:Si, оно также известно как эвтектическая точка.
3. Для контролируемых манипуляций с размером и положением капель (и результирующих нанонитей) также возможно использование техники литографии.
4. Посредством процесса физического осаждения из газообразной фазы, либо химического процесса, катализированного каплей жидкого металлического расплава, в системе вакуумного осаждения осуществляется рост одномерных кристаллических нанонитей. Капли Au-Si на поверхности подложки снижают энергию активации нормального роста при процессе пар-кристалл. Например, осаждение Si при помощи реакции газовой смеси SiCl4:H2 (химическое осаждение из газообразной фазы) в нормальном процессе пар-кристалл возможно только при температурах выше 800 °C. Более того, при меньших температурах Si практически не осаждается на поверхность подложки. Однако, частицы Au могут сформировать капли эвтектики Au-Si при температурах выше 363 °С и поглощать Si из газообразной фазы (вследствие того, что Au может формировать твёрдые растворы с любой концентрацией Si вплоть до 100 %) пока не наступит пересыщенные состояние Si в Au. Более того, наноразмерные капли Au-Si имеют куда меньшие температуры плавления вследствие того, что соотношение площади поверхности к объёму увеличивается, что становится энергетически невыгодным, поэтому наноразмерные частицы минимизируют свою поверхностную энергию, формируя капли (сферические или полусферические).
5. Si имеет гораздо более высокую температуру плавления (~1414 °C), чем расплав эвтектики, следовательно атомы Si осаждаются из пересыщенной капли расплава на поверхность раздела капли с твёрдым Si, вследствие чего капля поднимается над поверхностью. Процесс проиллюстрирован на рис. 1.

### Характерные черты ПЖК
- Существенно более низкие энергии реакции по сравнению с обычным ростом напрямую из газовой фазы.
- Вискеры растут только в областях, активированных металлическими катализаторами, их размер и положение определяется тем, как нанесён катализатор.
- Этот механизм роста позволяет получить высокоанизотропные массивы нановискеров на основе целого спектра материалов.

### Требования к свойствам катализатора
Катализатор должен удовлетворят таким требованиям:
- Он должен при данной температуре образовывать жидкий раствор с веществом кристалла, который выращивается.
- Кристаллическая растворимость (то есть мера диффузии) жидкого катализатора в веществе подложки должна быть мала.
- Равновесное давление пара катализатора мало, чтобы капля не испарялась, не уменьшалась в радиусе и сохраняла постоянный объём до конца процесса роста.
- Катализатор должен быть инертным к продуктам реакции.
- Межфазная энергия на границе пар-твердое, пар-жидкость и жидкость-твердое играет ключевую роль, определяющую форму капелек и поэтому  должна быть оценена ещё до выбора подходящего катализатора: малый краевой угол смачивания на границе жидкость-твердое способствует большей толщине вискеров, большей же угол способствует росту более тонких вискеров.
- The solid-liquid interface must be well-defined crystallographically in order to produce highly directional growth of nanowires. It is also important to point out that the solid-liquid interface cannot, however, be completely smooth. Furthermore, if the solid liquid interface was atomically smooth, atoms near the interface trying to attach to the solid would have no place to attach to until a new island nucleates (atoms attach at step ledges), leading to an extremely long growth rate. Therefore, «rough» solid surfaces, or surfaces containing a large number of surface atomic steps (ideally 1 atom wide, for large growth rates) are needed for depositing atoms to attach and nanowire growth to proceed.

## Механизм роста

### Формирование капель катализатора

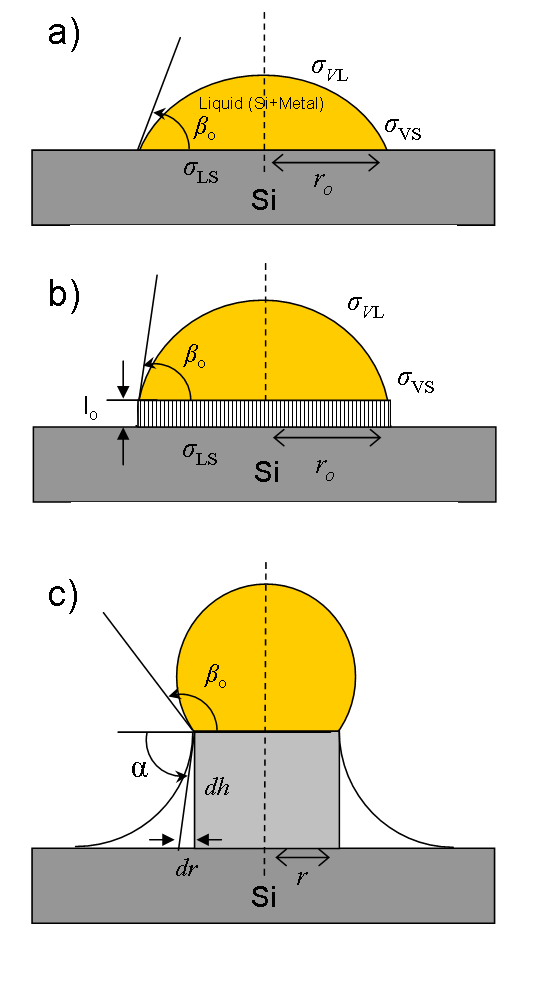
Figure 4: Schematic illustration of metal-alloy catalyzed whisker growth depicting the catalyst droplet formation during the early stages of whisker growth.

The materials system used, as well as the cleanliness of the vacuum system and therefore the amount of contamination and/or the presence of oxide layers at the droplet and wafer surface during the experiment, both greatly influence the absolute magnitude of the forces present at the droplet/surface interface and, in turn, determine the shape of the droplets. The shape of the droplet, i.e. the contact angle (β0, see Figure 4) can, be modeled mathematically, however, the actual forces present during growth are extremely difficult to measure experimentally. Nevertheless, the shape of a catalyst particle at the surface of a crystalline substrate is determined by a balance of the forces of surface tension and the liquid-solid interface tension. The radius of the droplet varies with the contact angle as:
{\displaystyle R={\frac {r_{\mathrm {o} }}{\sin(\beta _{\mathrm {o} })}},}
where r0 is the radius of the contact area and β0 is defined by a modified Young’s equation:
{\displaystyle \sigma _{\mathrm {1} }\cos(\beta _{\mathrm {o} })=\sigma _{\mathrm {s} }-\sigma _{\mathrm {ls} }-{\frac {\tau }{r_{\mathrm {o} }}}},
It is dependent on the surface (σs) and liquid-solid interface (σls) tensions, as well as an additional line tension (τ) which comes into effect when the initial radius of the droplet is small (nanosized). As a nanowire begins to grow, its height increases by an amount dh and the radius of the contact area decreases by an amount dr (see Figure 4). As the growth continues, the inclination angle at the base of the nanowires (α, set as zero before whisker growth) increases, as does β0:
{\displaystyle \sigma _{\mathrm {1} }\cos(\beta _{\mathrm {o} })=\sigma _{\mathrm {s} }\cos(\alpha )-\sigma _{\mathrm {ls} }-{\frac {\tau }{r_{\mathrm {o} }}}}.
The line tension therefore greatly influences the catalyst contact area. The most import result from this conclusion is that different line tensions will result in different growth modes. If the line tensions are too large, nanohillock growth will result and thus stop the growth.

### Диаметр нановискеров
Диаметр нановискеров зависит от свойств сплава капли. Рост наноразмерных вискеров требует подготовки капель такого же объёма. В равновесии это не возможно, так как минимальный радиус металлической капли равен:
{\displaystyle R_{\mathrm {min} }={\frac {2V_{l}}{RTln(s)}}\sigma _{lv}}
где Vl — молярный объём капли, σlv поверхностная энергия между жидкостью и паром, и s — степень пресыщенности пара. Это уравнение ограничивает минимальный диаметр капли, и поэтому при нормальных условиях из неё можно вырастить лишь кристаллы много больше нанометрового размера. Разработаны несколько методов создания капель меньшего размера, включая использование монодисперсных наночастиц распределённых в низкой концентрации в растворе, также лазерная аблация катализированной смеси.

### Кинетика роста вискеров
During VLS whisker growth, the rate at which whiskers grow is dependent on the whisker diameter: the larger the whisker diameter, the faster the nanowire grows axially. This is due to the fact that the supersaturation of the metal-alloy catalyst ({\displaystyle \Delta \mu }) is the main driving force for nanowhisker growth and decreases with decreasing whisker diameter (also known as the Gibbs-Thompson effect):
{\displaystyle \Delta \mu =\Delta \mu _{\mathrm {o} }-{\frac {4\alpha \Omega }{d}}}.
Again, Δµ is the main driving force for nanowhisker growth (the supersaturation of the metal droplet). More specifically, Δµ0 is the difference between the chemical potential of the depositing species (Si in the above example) in the vapor and solid whisker phase. Δµ is the initial difference proceeding whisker growth (when {\displaystyle d\rightarrow \infty }), while {\displaystyle \Omega } is the atomic volume of Si and {\displaystyle \alpha } the specific free energy of the wire surface. Examination of the above equation, indeed reveals that small diameters ({\displaystyle <}100 nm) exhibit small driving forces for whisker growth while large wire diameters exhibit large driving forces.

## Схожие методы выращивания

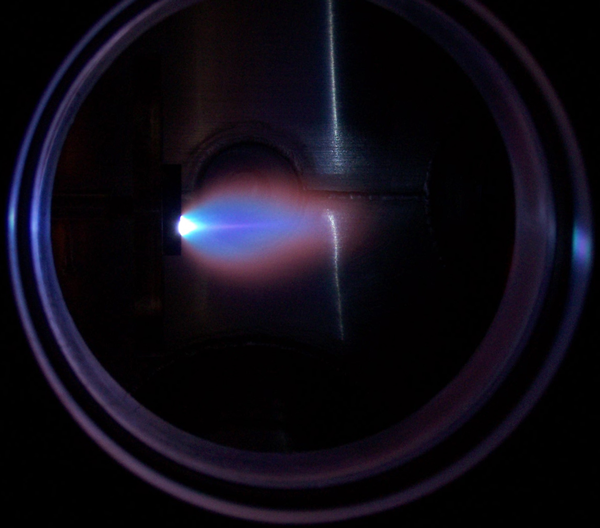
Figure 5:Факел плазмы, выбиваемый из мишени в процессе лазерного испарения.

### Выращивание с использованием лазера

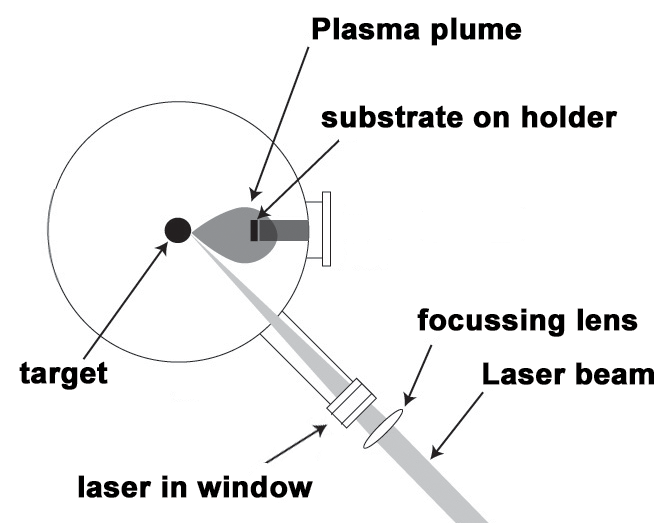
Figure 6:Один из возможных вариантов установки для осаждения методом лазерного испарения.

Involves the removal of material from metal-containing solid targets by irradiating the surface with high-powered (~100 mJ/pulse) short (10 Hz) laser pulses, usually with wavelengths in the ultraviolet (UV) region of the light spectrum. When such a laser pulse is adsorbed by a solid target, material from the surface region of the target absorbs the laser energy and either (a) evaporates or sublimates from the surface or is (b) converted into a plasma (see laser ablation). These particles are easily transferred to the substrate where they can nucleate and grow into nanowires.
The laser-assisted growth technique is particularly useful for growing nanowires with high melting temperatures, multicomponent or doped nanowires, as well as nanowires with extremely high crystalline quality. The high intensity of the laser pulse incident at the target allows the deposition of high melting point materials, without having to try to evaporate the material using extremely high temperature resistive or electron bombardment heating. Furthermore, targets can simply be made from a mixture of materials or even a liquid. Finally, the plasma formed during the laser absorption process allows for the deposition of charged particles as well as a catalytic means to lower the activation barrier of reactions between target constituents.

### Термическое испарение
Некоторые нановискерные микроструктуры можно получить обычным высокотемпературным испарением твёрдых прекурсоров. Эта технология может быть реализована с помощью сравнительно несложной установки на основе двухзонной вакуумной печи. В горячей зоне печи находится исходный материал, нагретый до необходимой температуры, а испаряемые с него частицы подхватываются несущим газом и переносятся в холодную зону печи, где находится подложка, на которой они осаждаются.

### Катализируемая металлом молекулярно-пучковая эпитаксия

Figure 7: Установка МПЭ.

Молекулярно-пучковая эпитаксия (МПЭ) с начала 2000-х используется для создания высококачественных полупроводниковых нитей, в основе которого лежит ПЖК-механизм роста. В катализируемой металлом МПЭ частицы металла ускоряют не реакции взаимодействия прекурсоров, а абсорбцию частиц из газовой фазы. Это связано с тем, что химический потенциал газа может быть существенно снижен входом в жидкую фазу.
МПЭ проводится в условиях сверхвысокого вакуума так, что длина свободного пробега осаждаемых атомов или молекул составляет метры и соизмерима с размерами установки. Испарённые в ячейках Кнудсена атомы распространяются без столкновений к подложке. Скорость роста при МПЭ мала, порядка единиц монослоев в секунду, однако за счёт этого структуры имеют замечательное кристаллическое качество, а также
- В сверхвысоком вакууме минимальны окисление или загрязнение поверхности
- Относительно низкая (~500 °C) температура роста препятствует диффузии атомов на гетероинтерфейсах
- Применимы методы контроля in-situ, например ДБЭ для наблюдения за микроструктурой поверхности или Оже-спектроскопия